# Старобабичево
Староба́бичево (рос. Старобабичево, башк. Иҫке Бәпес) — присілок у складі Кармаскалинського району Башкортостану, Росія. Адміністративний центр Старобабичевської сільської ради.
Населення — 520 осіб (2010; 607 в 2002).
Національний склад:
- башкири — 100 %

## Відомі особистості
В поселенні працювала:
- Абуталіпова Рамзана Асхатівна (* 1954) — башкирська поетеса, мовознавець.